# Biscoe Head
Das Biscoe Head ist eine Landspitze an der Südostküste Südgeorgiens. Sie markiert die nordöstliche Begrenzung der Einfahrt zum Drygalski-Fjord.
Das UK Antarctic Place-Names Committee benannte sie 2009. Namensgeberin ist die RRS John Biscoe, Forschungsschiff des British Antarctic Survey von 1956 bis 1991.